# Азимбеков, Айдын Алибей оглы
Айдын Алибей оглы Азимбеков (азерб. Aydın Əlibəy oğlu Əzimbəyov; 10 декабря 1932, Джагри, Нахичеванская АССР — 20 ноября 2012) — узбекский государственный деятель. Министр автомобильного транспорта Узбекской ССР (1986—1988). Азербайджанский дипломат. Посол Азербайджана в Узбекистане (1996—2004).

## Биография
Родился 10 декабря 1932 года в с. Джагри. В 1937 году с семьёй был сослан в Узбекистан. В 1957 году окончил Ташкентский институт инженеров ирригации и механизации сельского хозяйства. 
По распределению был отправлен в Казахстан. С 1957 по 1960 год являлся главным инженером автобазы Славянска. С 1960 по 1964 год являлся начальником автобазы.
С 1964 по 1966 год — главный инженер автотреста Сырдарьинской области. С 1966 по 1974 год являлся начальником треста. 
С 1974 по 1977 год являлся начальником отдела Коммунистической партии Узбекистана Сырдарьинской области. С 1974 по 1986 год являлся секретарём данного отдела партии.
С 1974 по 1986 год возглавлял строительство трёх крупных проектов Узбекской ССР — Гиракской насосной станции, Сырдарьинской ТЭС, завода по экстракции масла. 
Гиракская насосная станция позволила обеспечить водой 300 тыс. гектар не орошавшихся до этого территорий.
Министр автомобильного транспорта Узбекской ССР (1986 — 1988).
С 1988 по 1989 год являлся заместителем начальника отдела транспорта и специальной техники компании «Газпром-Средняя Азия» (Ташкент). С 1989 по 1990 год являлся начальником данного отдела. 
С 1990 по 1996 год являлся начальником отдела транспорта и связи Кабинета Министров Узбекистана.
20 июня 1996 года присвоен ранг чрезвычайного и полномочного посла.
Посол Азербайджана в Узбекистане (20 июня 1996 — 16 декабря 2004).
10 ноября 2005 года получил персональную пенсию Президента Азербайджана.

## Награды
- Орден славы (КНДР) (1985)
- Орден «Дустлик» (Узбекистан, 2002)[4]
- Персональная пенсия Президента Азербайджанской Республики (10 ноября 2005)[5]